# Ptilometra australis
Ptilometra australis, conocida como estrella de plumas pasiflora (del inglés "passion flower feather star"), es una especie de crinoideo. Originaria de las costas del sureste de Australia, donde se encuentra en arrecifes, estuarios y bahías a profundidades de unos 110 m.

## Descripción
La estrella de plumas pasiflora es un crinoideo robusto con un diámetro de aproximadamente 12 cm cuando está completamente extendido. Tiene entre dieciocho y veinte brazos articulados que pueden enrollarse cuando el animal no se está alimentando. Estos están unidos a un cuerpo o cáliz en forma de copa. Los brazos están bordeados por apéndices plumosos conocidos como pínnulas. Cada pínnula tiene filas de pies tubulares a cada lado de un surco ambulacral central revestido con cilios. Este surco es continuo con el surco central del brazo que conduce a la boca en el centro del cáliz. La superficie aboral (inferior) del crinoideo tiene una serie de apéndices ganchudos llamados cirros que se aferran al sustrato, que puede ser una roca, una esponja, un coral o un coral blando. El color de este crinoideo suele ser de tono rojo, aunque la exposición a disolventes orgánicos produce una mezcla compleja de pigmentos cuyos componentes se pueden separar mediante cromatografía.

## Distribución y hábitat
La estrella de plumas pasiflora es originaria de las costas del sureste de Australia de profundidades de hasta unos 110 m. Su área de distribución se extiende desde la Isla Masthead en Queensland y la desembocadura del río Clarence en Nueva Gales del Sur hasta la bahía de Port Philip en Victoria. Se encuentra sobre rocas y escombros en bahías protegidas, estuarios y arrecifes.

## Biología
La estrella de plumas pasiflora se alimenta por filtración. Atrapa plancton y partículas de detritos en suspensión con los pies tubulares de las pínnulas. Estos pies están cubiertos de moco pegajoso que atrapa las partículas de comida y luego las enrolla en bolas antes de moverlas hacia el surco ambulacral, donde los cilios impulsan el chorro de moco hacia su boca.